# 孟姬 (齐孝公)
孟姬，是春秋时期齐国国君齐孝公的夫人。
孟姬是華氏的長女。她非常讲究礼仪，到了出嫁的年纪，齐国各地都有求婚者，她却拒绝，说禮不備，終不往。齐孝公听说了她的名声，亲自拜访了她的父母。父母送孟姬不下堂，母誡于醮房之中，父誡于東階之上，諸母誡于兩階之間，姑姊妹誡于門內。孝公向其父母親迎孟姬，三顧而出。納於宮中，三月在祖庙举行祭祀后，而後行夫婦之道。
孝公去瑯琊游玩时，孟姬乘车跟从，却发生了意外，马車奔出，严重受损，孟姬墮車。孝公准备了駟馬立車，想载孟姬回宫，孟姬却派傅母向使者说道：“后妃必乘安車，輜軿下堂，必從傅母。立車無軿，我不敢受命。”他拒绝乘坐。认为無禮而生，不如早死。使者回报，等孝公准备了安車时，孟姬已经自經失去了知觉。傅母告诉她，輜軿准备好了，孟姬苏醒了过来，後乘而歸。